# 電動牙刷
电动牙刷是牙刷的一种。它能够产生自动而快速的刷毛振动，以前后振荡或着以旋转的方式振荡（刷头往顺时针和逆时针的方向交替转动），进而达到洁牙的效果。牙刷由驱动电机提供动力，使牙刷产生音速或慢于音速的振动。而超声波牙刷的超声波波动则是由压电晶体所產生。现代的电动牙刷通常是由蓄电池提供动力，且一般是以无线充电的方式充电：在不使用牙刷时将其放置在充电基座上即可充电。

## 历史
瑞士的吴格(英語：Philippe-Guy Woog)医师于1954年发明了第一支电动牙刷，这支牙刷是由 Broxo SA 公司所制造，并命名为 Broxodent。不同于现代的牙刷，这支“有线”牙刷经由电线直接连接到墙上的标准电源插座，牙刷本身则利用线电压运转。
通用电气于1960年代推出了第一支无线的自动牙刷。第一支声波牙刷── Sonicare 则于1992年首度问世。
第一支超声波牙刷被命名为 Ultima，之后更名为 Ultrasonex。这支超声波牙刷在美国取得专利，并于1992年获得美国食品药品监督管理局批准为家用电器。早期的超声波牙刷仅具备超声波，但 Ultrasonex 在几年后推出了一款同时具有电动马达的型号，为使用者提供额外的声波振动。

## 种类

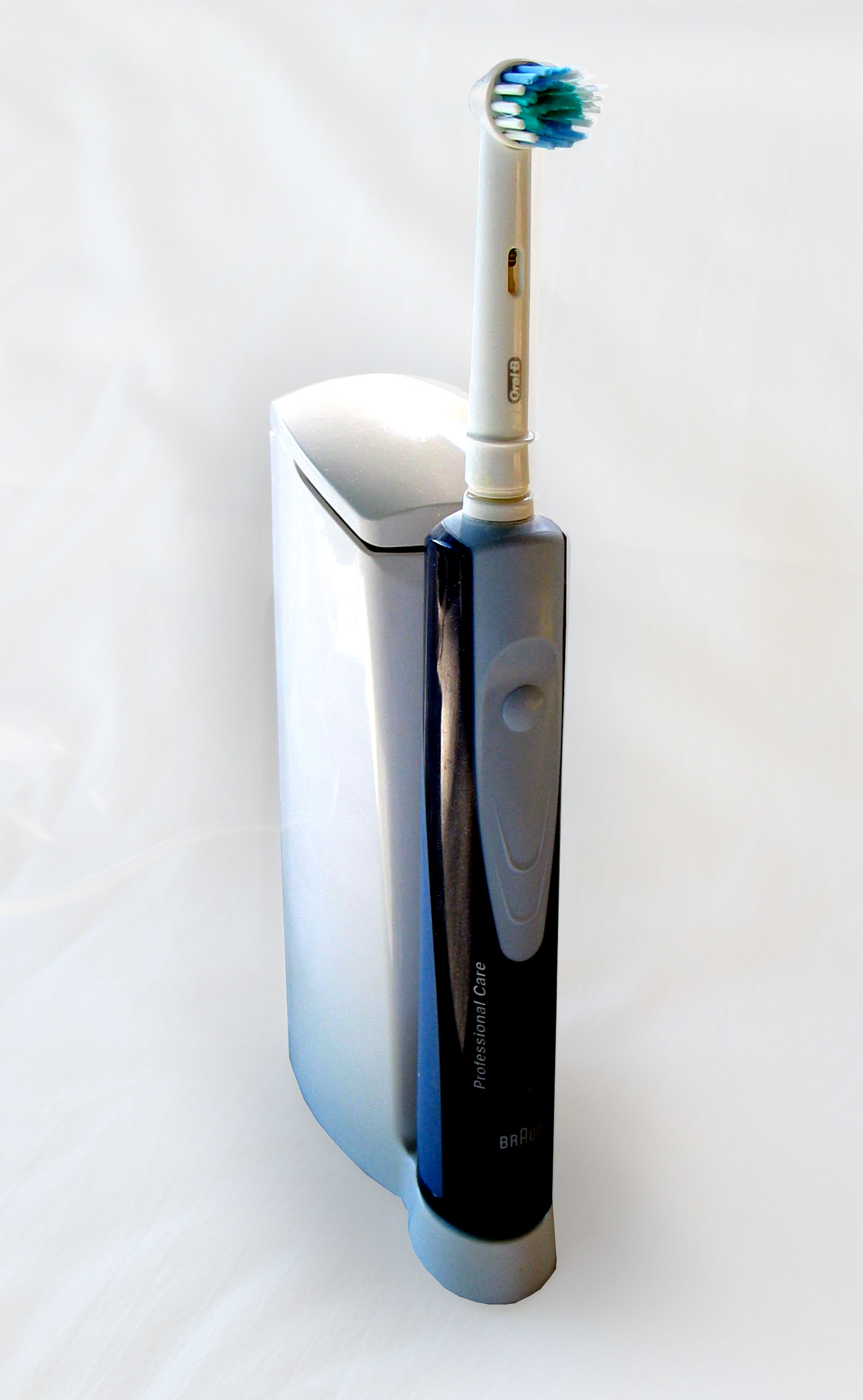
旋轉電動牙刷（Oral-B）

电动牙刷可根据其振动的方式分为两大类：声波振动式和旋转振动式。在使用声波振动式牙刷时，建议采用类似手动刷牙的方式刷牙，若使用旋转振动式牙刷，则建议慢慢地将牙刷从一颗牙移至另一颗牙做清洁的工作。
电动牙刷也可根据其刷头的振动速度分类为：一般的旋转电动牙刷、声波牙刷和超声波牙刷。如果牙刷的振动速度快得足以在可听音频范围（20 Hz–20,000 Hz 或着每分钟 2400–2,400,000次波动）内产生嗡嗡声，就可归类为声波牙刷。任何振动速度超过这个范围的电动牙刷则可归类为超声波牙刷。某些超声波牙刷（例如 Megasonex 和 Ultreo 超声波牙刷）同时具有声波和超声波的波动。

## 声波牙刷

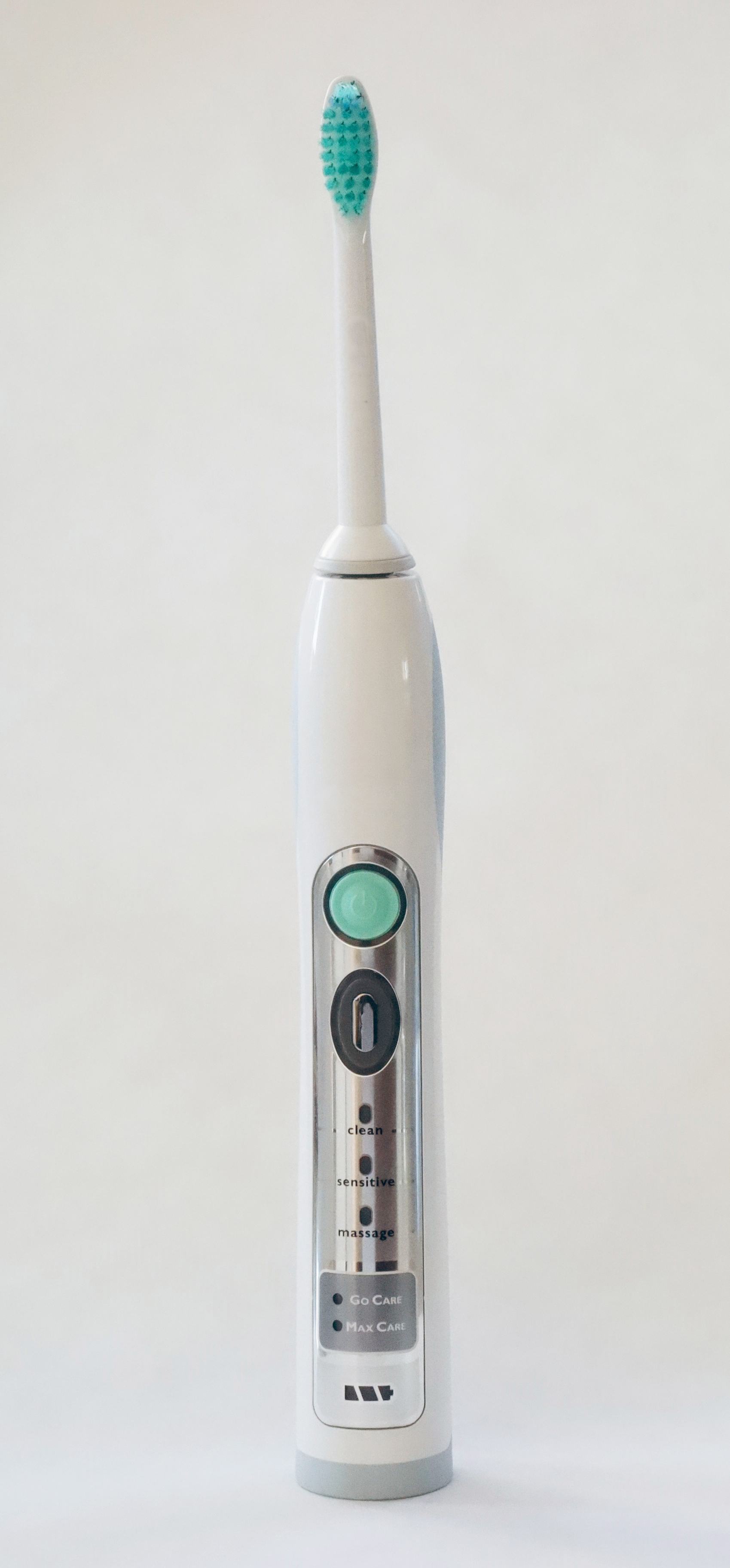
声波牙刷(飛利浦Sonicare)

声波牙刷是電動牙刷的一種，其產生的振动速度都在可听音频范围内。大多數来自 Sonicare、歐樂B(Oral-B)等品牌的現代式可充電式電動牙刷都屬於这類牙刷，通常振动速度在 200 Hz - 400 Hz。由于声波牙刷仰赖刷洗的動作清潔牙齒，其產生的動作通常具有高振幅，换句话说，声波牙刷的刷洗動作幅度大。

## 超声波牙刷

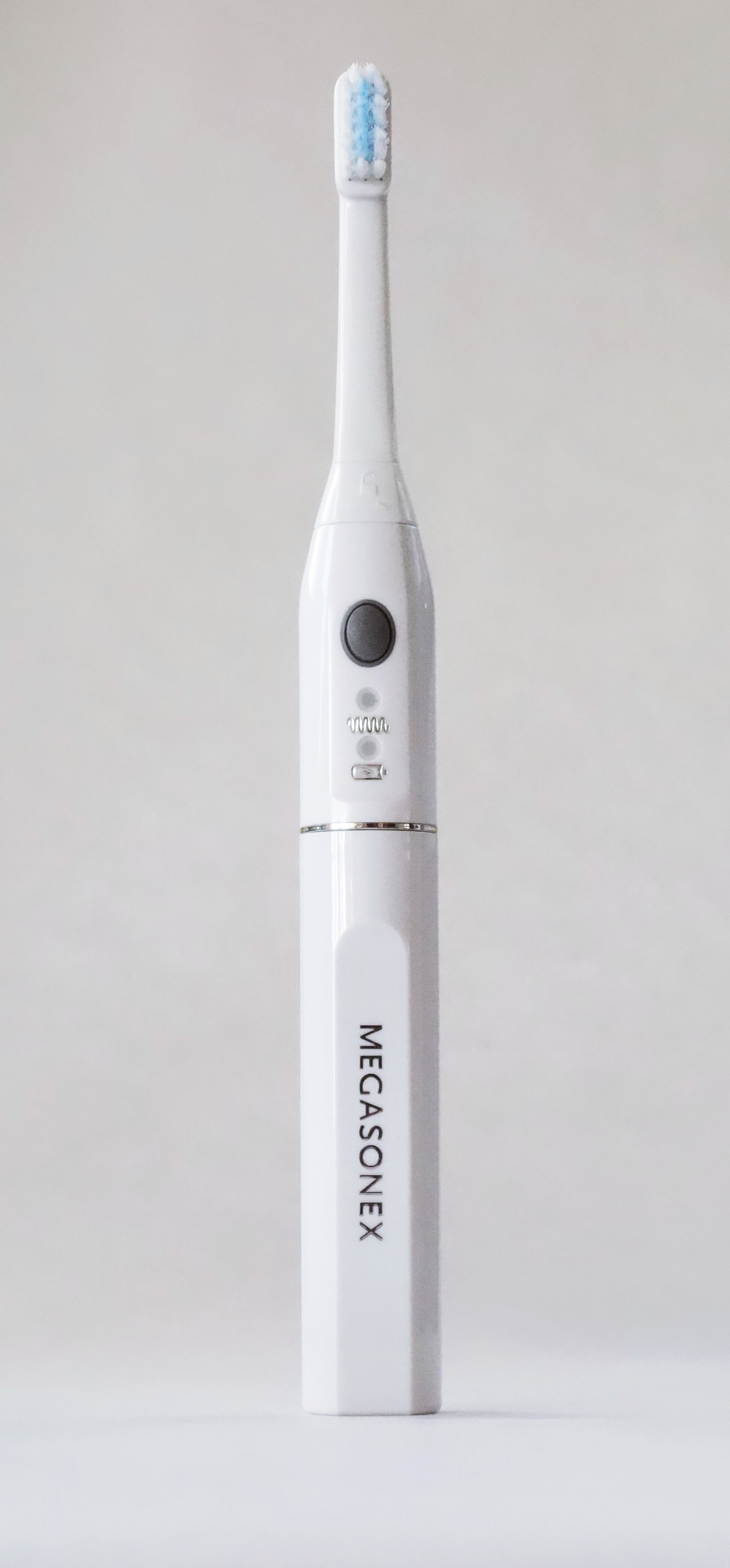
超声波牙刷（Megasonex　美格尚益）

超声波牙刷是电动牙刷领域中最前沿的产物，它使用超声波清洁牙齿。若一支牙刷要被称为“超声波牙刷”，那么它每分钟必须发射至少 20,000 Hz 的频率（相当于2,400,000 次振动）。一般来说，经由美国食品药品监督管理局（FDA）核准的超声波牙刷振动的频率是1.6 MHz，等同于每分钟 192,000,000 次振动。
超声波牙刷发射出高频率但振幅低的波动。这些波动能够破坏造成牙菌斑的细菌链，并防止牙菌斑附着于牙齿表面至牙龈线下方5毫米的深度。
有些超声波牙刷（例如Emmi-Dent）仅提供超声波振动。其他超声波牙刷（例如 Ultreo 和 Megasonex）提供额外的声波振动，每分钟可产生 9,000 次至 40,000 次振动，足可媲美声波牙刷，以提供额外的清扫动作，加速清除食物残渣和残余的细菌链。这些超声波牙刷的声波振幅可能比频率相似的声波牙刷的振幅还低，因为超声波牙刷不须透过声波震动移除细菌链，这些细菌链已被超声波破坏，只需轻轻一扫即可清除。
由于“超声波”和“声波”这两个术语很类似，这两者在市场上容易被混淆，声波牙刷时常被误标为超声波牙刷。判定电动牙刷是否为“超声波”取决于牙刷的振动频率，每分钟 31,000 次振动频率在人类的听力范围中（大约 20 Hz 到 20,000 Hz），所以不能算作超声波牙刷。从技术上来说，只有发超声波，或者振动频率超过人类听力上限的牙刷才能被称为“超声波”牙刷。

## 功效
有些人士声称电动牙刷比手动牙刷更有效，因为相较于手动牙刷，电动牙刷的效果较不易受到个人刷牙技巧所影响。有些牙科医师也声称，电动牙刷能够帮助孩子克服看牙医的恐惧。对于大多数的电动牙刷来说，研究表明刷牙方法（包括所费的时间多寡）比起牙刷的选择更为重要。牙科医师认为，对于手的灵巧度有限或着难以触及后方牙齿的用户来说，使用电动牙刷的益处尤其显著。
另一方面，考科蓝实证协作组织最近的一项研究发现，有新的证据显示电动牙刷比手动牙刷更有效果。在使用电动牙刷一至三个月之后，牙菌斑的堆积减少了11%，牙龈发炎机率降低了6%；在使用三个月之后效果更为显著，牙菌斑的堆积减少了21%，牙龈发炎机率降低了11%。
市面上的超声波牙刷之功效已被证实，其超声波能够瓦解致龋的变形链球菌所组成的牙菌斑，破坏细菌的细胞壁，并且阻断其附着于珐琅质的方式，触及牙菌斑下5毫米的牙齿区域。
牙刷刷头的状况也可能会影响其功效。大部分厂商建议每三个月更换一次刷头，或在刷头有明显的磨损时进行更换。

## 电源以及充电
现代的电动牙刷采用低电压驱动，一般将不可更换但可充电的电池密封于牙刷握把内以达到防水的作用。早期的电动牙刷采用金属的充电接点，现代的电动牙刷则采用无接点的无线充电：牙刷和充电座内各有一个线圈；当两者接近时，交流電於充电座之线圈內產生變動磁場，透过电磁感应使牙刷內的線圈產生電流，为牙刷电池充电。

## 可选功能

### 定时器
现代的电动牙刷大多有定时器，能够在建议的刷牙时间（通常为2分钟）结束后将牙刷电源自动关闭。许多牙刷也会每30秒暂停电源或着嗡嗡作响以提醒用户将牙刷移至口腔中的下一个区域。

### 压力传感器
刷牙用力过猛会对珐琅质和牙龈造成损害。由于声波牙刷的力道往往比超声波牙刷来的强，现代的高端牙刷皆具备压力传感器。在牙刷施压过猛时，有些传感器会发出警示的声响，而有些传感器则会立刻停止声波牙刷的运动。

### 超声波显示灯
由于超声波的频率超出可听音频范围，而超声波牙刷发射的振幅一般又细微到令人无法察觉，因此人类无法感受到超声波，在纯粹的超声波启动时也可能很难察觉。超声波牙刷可能装有显示灯以告知用户牙刷正在发射超声波。

### 清洁模式
许多声波牙刷具有依不同振动频率和使用目的而设计的清洁模式。最常见的模式包括敏感型洁牙、每日洁牙、美白、以及舌头清洁。
有些同时具有超声波和声波振动的牙刷可降低声波振动的强度，甚至完全关掉声波振动，仅留下超声波。由于超声波的低振幅让人丝毫察觉不到，这种设定或许适合不适用一般声波或电动牙刷振动、但需要超声波牙刷的额外清洁力的用户，譬如刚做完牙周手术和植牙的患者。